# Saichō

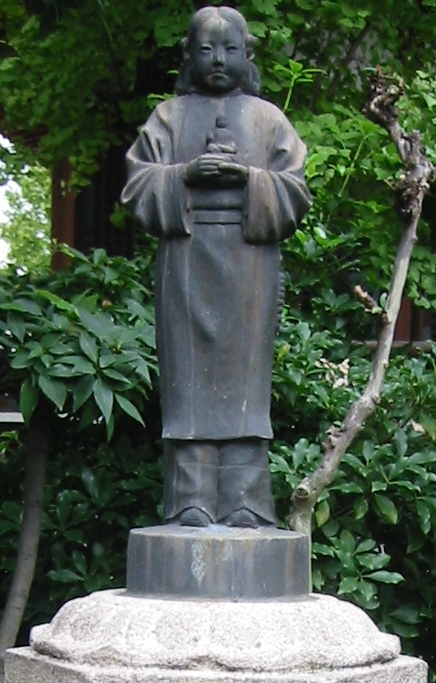
Statue des Saichō im Hōshakuzan Nōfuku-ji (宝積山 能福寺), Kōbe

Saichō (jap. 最澄 ‚Höchste Klarheit‘; * 9. September 767; † 26. Juni 822) war ein japanischer buddhistischer Mönch, der als Gründer der traditionsreichen Tendai-shū in Japan gilt. Aufbauend auf der chinesischen Tiantai-Tradition, die er auf dem Tiantai-Berg während seines Aufenthalts 804 in China kennengelernt hatte, gründete er die Tendai-shū mit dem Haupttempel Enryaku-ji auf dem Berg Hiei nahe Kyōto. Postum wurde ihm der Titel Dengyō Daishi (伝教大師, zu Deutsch etwa ‚Großer Meister der Überlieferung der Lehre‘) verliehen.

## Leben
Saichō wurde als Sohn frommer chinesischstämmiger Buddhisten geboren. Mit 12 Jahren wurde er Schüler von Gyōhyō (行表; 722–797) im Provinztempel der Provinz Ōmi, wo er in der Tradition der nördlichen Chan-Lehre unterrichtet wurde. Mit 14 Jahren trat er offiziell der Sangha bei und erhielt mit 19 Jahren im Tōdai-ji der Kegon-shū in Nara die vollständige Mönchsweihe. Schon bald kehrte er der Hauptstadt den Rücken, um sich in eine Einsiedelei des Hieizan zurückzuziehen, wo er sich der Meditation und dem Studium der Huayan und der Tiantai Zong widmete. Daraus sollte schließlich eine der größten Tempelanlagen Japans entstehen: der Enryaku-ji.
Aber schon 794 rückte die Hauptstadt wieder näher, da der Kammu-tennō Heian-kyō, das heutige Kyōto, zur neuen Residenzstadt gemacht hatte. Tatsächlich war Saichō an den Einweihungsriten der neuen Stadt beteiligt gewesen. Schon bald wurde der Tennō auf den gelehrten Mönch aufmerksam, förderte ihn und beauftragte ihn mit der Mission, den Buddhismus in China zu studieren. Saichō nahm an und reiste im Jahr 804 in einem Verbund von vier Schiffen nach China, von denen nur zwei schließlich das Festland erreichten. An Bord des anderen befand sich Kūkai, der spätere Gründer der Shingon-shū, der später zunächst Saichōs Freund und danach einer seiner erbittertsten Rivalen in Japan werden sollte.
Saichō wurde am Klosterberg Tiantai Schüler in der Ochsenkopfschule des Chan unter Meister Hsiao-jan (翛禪) und studierte Tiantai zong unter Daosui (道邃) sowie Zhenyan (眞言, jap. Shingon) unter Shunxiao (順曉), wurde schließlich in der Tiantai zong ordiniert und kehrte 805 mit einer großen Anzahl von Sutras und Kommentaren nach Japan zurück.
806 gründete Saichō die Tendai-shū, deren Mönche allerdings zur Ordination in die mächtigen Klöster Naras pilgern mussten, genau so wie die Mönche der ebenfalls um diese Zeit von Kūkai begründeten esoterischen Shingon-shū. Erst unter dem Saga-tennō erhielten beide Orden 822 das Recht zur Errichtung einer eigenen Ordinationsplattform (戒壇, kaidan), was als Sternstunde des japanischen Mahayana gilt. Saichō war eine Woche zuvor gestorben. Als Nachfolger hatte er Gishin bestellt, dem Ennin nachfolgte, der unter der Obhut Saichōs im Tempel aufgewachsen war.